# Ladislav IV. Gorjanski
Ladislav IV. Gorjanski (Ladislav Gara, mađ. Garai László) (nakon 1400. — 1459.), hrvatski plemić iz obitelji Gorjana i vojskovođa. Obnašao dužnost mačvanskog bana i ugarskog palatina.
Sin je Nikole II. (hrvatski ban i palatin, vojvoda u Usori, splitski knez) i Ane Celjske. Brat Ivana III. i polubrat Nikole III. Gorjanskog. Brat mu je bio zarobljen u bitci kod Gorjana i poslije oslobođen.
U više navrata obnašao dužnost mačvanskog bana, 1436. do 1442., pa od 1443. do 1446. je godine. O vlastitom je trošku prikupio vojsku s kojom se je borio protiv moravskih husita, "bosanskih ustaša" (kako iz naziva Ferdo Šišić) te protiv osmanskih pljačkaških upada kojima su iscrpljivali pogranična područja i bili pretkazanje velikog napada.
Kad je umro kralj Albert II. Habsburgovac 1439., stao je na stranu kraljice Elizabete, kraljeve udovice i njezina sina. Bio je među rijetkim moćnicima koji su bili na njenoj strani. Ipak, Elizabeta ga je imenovala za bana i on je za nju prikupio vojsku koju je kasnije poveo na pristaše kralja Vladislava I. Jagelovića i izgubio od Janka Hunjadija.
Ladislav nije odmah stao uz njenu stranu, nego je jedno vrijeme dvojio da pristane uz kraljevu udovicu i njeno nerođeno dijete ili uz pretendenta na krunu sv. Stjepana, poljskoga kralja Vladislava Jagelovića. Na koncu je stao uz kraljicu.
Nakon kratkog kraljevanja Vladislav Jagelovića (1440. – 1444.) i Ladislava Posmrtnog, Gorjanski je postao palatinom 1447. godine. Ambicije su mu narasle pa je čak pokušao sam se uspeti na hrvatsko-ugarsko prijestolje nakon što je umro Ladislav Posmrtni 1457. godine. Brži je bio Matija Korvin koji je opasnog pretendenta Gorjanskog, čim je došao na prijestolje, uklonio s položaja palatina.
Ladislav IV. Gorjanski imao je sina Joba iz braka s Aleksandrom Tješinskom, kćeri Boleslava I., iz tješinskih Pjastovića i njegove druge supruge Eufemije Mazurske iz obitelji Pjastovića. I on je bio mačvanski ban, a dužnost je obnašao od 1474. zajednički s Matijom Morovićkim od Gut-Keleda (Matijašom Marovićem). Taj je Ladislavov unuk umro 1481. bez potomstva te je s njime izumrla i palatinska grana Gorjanskih.
Osim Joba, djeca su mu bila: Ivan († do 1459), Nikola († do 1459), Ana (ok. 1440 — do 1460) i Marija (o. 1440 — do 1457).

## Ostala literatura
- Benda Kálmán. Magyarország Történeti Kronológiája I. — A kezdetektől 1526-ig. — Budapest: Akadémiai Kiadó, 1981
- Virágvölgyi András. A Király, Hunyadi Mátyás arcai. — Budapest, Hungría: Editorial Phyneas, 2008. — 64 с. — ISBN 9639746169